# Arion banki
Arion banki hf. är en isländsk bank.

## Historia
Arion banki bildades efter att Kaupthing ställt in betalningarna i kölvattnet av finanskrisen 2008. Kaupthing var, när banken var som störst, en av Europas större bankkoncerner med verksamhet i femton länder. Banken togs över av den isländska staten och en likvidationsprocess inleddes 24 november 2008. De utländska verksamheterna avvecklades på olika sätt medan den isländska bankverksamheten flyttades till dotterbolaget "Nya Kaupthing", Nýja Kaupþing. 20 november 2009 bytte Nya Kaupthing namn till Arion Banki.

## Verksamhet
Arion banki bedriver enbart verksamhet på Island. Banken har 24 kontor och över 100 000 kunder och är Islands största bank. Bolaget ägs idag av isländska staten till 13 % och av Kaupthing till 87 %. Verksamheten är i allt väsentligt frikopplad från Kaupthing.